# Angus MacLean
John Angus MacLean PC OC DFC CD (* 15. Mai 1914 in Lewis, Prince Edward Island; † 15. Februar 2000 in Charlottetown, Prince Edward Island) war ein kanadischer Politiker der Progressiv-konservativen Partei (PC), der 25 Jahre lang Mitglied des Unterhauses sowie zwischen 1957 und 1963 Fischereiminister und zugleich 1962 kurzzeitig geschäftsführender Postminister im 18. kanadischen Kabinett von Premierminister John Diefenbaker. Darüber hinaus war er zwischen 1979 und 1981 Premierminister von Prince Edward Island.

## Leben

### Zweiter Weltkrieg und Unterhausabgeordneter
MacLean absolvierte nach dem Schulbesuch zunächst ein grundständiges Studium, welches er mit einem Bachelor of Science (B.Sc.) abschloss. Ein postgraduales Studium der Rechtswissenschaften beendete er mit einem Doktor der Rechte (LL.D.). Während des Zweiten Weltkrieges trat er 1941 in die Royal Canadian Air Force (RCAF) ein und gehörte dieser zunächst als Bomberpilot an, wobei er zuletzt zum Leutnant befördert wurde. 1943 wechselte er als Testpilot zu einer Test- und Entwicklungseinrichtung der RCAF und war anschließend von 1945 bis 1947 als Oberstleutnant Kommandeur einer Vermissten- und Nachforschungseinheit in Europa. Für seine militärischen Verdienste wurden ihm das Distinguished Flying Cross (DFC) sowie die Canadian Forces Decoration (CD) verliehen. 
Nach Kriegsende kandidierte MacLean, der auch als Farmer tätig war, bei der Wahl vom 11. Juni 1945 sowie vom 27. Juni 1949 für die Progressiv-konservative Partei im Wahlkreis Queen’s jeweils erfolglos für ein Mandat im Unterhaus. Bei einer Nachwahl im Wahlkreis Queen’s wurde er dann am 25. Juni 1951 erstmals zum Abgeordneten in das Unterhaus gewählt und vertrat zunächst diesen Wahlkreis sowie seit der Unterhauswahl vom 25. Juni 1968 bis zu seinem Mandatsverzicht am 20. Oktober 1976 den Wahlkreis Malpeque. Er gehörte dem Unterhaus damit mehr als 25 Jahre an.

### Bundesminister und Oppositionsjahre
Am 21. Juni 1957 wurde MacLean von Premierminister John Diefenbaker in das 18. kanadische Kabinett berufen und war dort bis zum Ende von Diefenbakers Amtszeit am 21. April 1963 Fischereiminister. Darüber hinaus fungierte er zwischen dem 18. Juli und dem 8. August 1962 auch als geschäftsführender Postminister.
Nach der Niederlage seiner Partei bei der Unterhauswahl vom 8. April 1963 fungierte er zwischen 1963 und September 1968 als Sprecher der oppositionellen PC-Fraktion für Fischereipolitik sowie anschließend zwischen September 1968 und Dezember 1969 als Sprecher für national Verteidigung, ehe er von Dezember 1969 bis Dezember 1972 wissenschaftspolitischer Sprecher der PC-Fraktion war.
Am 5. Dezember 1972 wurde MacLean stellvertretender Vorsitzender der PC-Fraktion im Unterhaus und bekleidete diese Funktion bis zum 19. Dezember 1974. Zugleich war er während dieser Zeit vom 5. Dezember 1972 bis zum 23. Oktober 1973 erneut Sprecher der Opposition für Fischereipolitik und danach zwischen dem 24. Oktober 1973 und dem 9. September 1974 wieder wissenschaftspolitischer Sprecher der PC-Fraktion.
Im Anschluss war er vom 30. September 1974 bis zum 12. Oktober 1976 Vorsitzender des Ständigen Unterhausausschusses für Geschäftsführung und Mitgliederdienstleistungen sowie zugleich zwischen 1975 und 1976 stellvertretender Vize-Vorsitzender der PC-Fraktion im Unterhaus.

### Premierminister von Prince Edward Island
Ende Oktober 1976 zog sich MacLean aus der Bundespolitik zurück und wechselte in die Politik seiner Heimat-Provinz Prince Edward Island, nachdem er am 25. September 1976 Vorsitzender der Prince Edward Island Progressive Conservative Party geworden war und diese Funktion bis zum 17. November 1981 bekleidete.
Bei einer Nachwahl im Wahlkreis 4th Queens wurde MacLean am 8. November 1976 auch zum Mitglied der Legislativversammlung von Prince Edward Island gewählt, der er bis zum 31. August 1982 angehörte. Dort fungierte er zunächst zwischen 1977 und 1979 als Vorsitzender der PC-Fraktion und war damit Oppositionsführer. 
Der Prince Edward Island Progressive Conservative Party gelang erstmals nach dreizehn Jahren bei der Wahl 1979 ein Sieg über die bis dahin regierende Prince Edward Island Liberal Party. Während die Progressiv-konservative Partei sechs Sitze mehr bekam und nunmehr über 21 Sitze in der 32-köpfigen Legislativversammlung verfügte, kam die Liberale Partei nur noch auf elf Sitze und verlor damit sechs ihrer bisherigen Sitze.
MacLean wurde daraufhin am 3. Mai 1979 als Nachfolger von Bennett Campbell von der Liberalen Partei neuer Premierminister von Prince Edward Island und bekleidete dieses Amt bis zum 17. November 1981. Zugleich fungierte er in dieser Zeit zwischen dem 3. Mai 1979 und dem 17. November 1981 als Präsident des Exekutivrates sowie vom 3. Mai 1979 bis 1980 auch als verantwortlicher Minister für Kultur. Weitere bedeutende Minister seiner Provinzregierung waren der spätere Vizegouverneur von Prince Edward Island Lloyd MacPhail als Finanzminister sowie der Minister für Industrie, Gemeinden, Fischerei, Umwelt und Arbeit Pat Binns, der später selbst Premierminister von Prince Edward Island wurde.
Am 17. November 1981 trat er von seinem Amt als Premierminister zurück und wurde vom bisherigen Minister für Gesundheit und soziale Dienste, James Lee, abgelöst, der auch die Funktion als Vorsitzender der Prince Edward Island Progressive Conservative Party übernahm. Nach seinem Ausscheiden aus der Legislativversammlung am 31. August 1982 zog sich MacLean aus dem politische Leben zurück.
Für seine langjährigen politischen Verdienste wurde MacLean 1991 zum Officer des Order of Canada ernannt.